# 柳沢吉保 (水戸黄門の登場人物)
柳沢 吉保（やなぎさわ よしやす）は、TBS系の『水戸黄門』に登場する人物。作中では各部ごとの事件・策略における黒幕として暗躍し、水戸光圀一行と対立する悪役という立ち位置にある。

## 各部における設定

### 第1部から第3部、第14部から第15部および第17部から第18部
配役は山形勲。各地の藩の悪人と手を組み賄賂をもらったり、藩の改易を狙った。また第1部では水戸藩の藤井紋太夫を操り水戸藩の乗っ取りを企てたが、失敗し紋太夫は光圀に手討ちされ失敗した。このあとも刺客を送り老公の命を奪おうとした。
第3部では尾張藩と手を組み、薩摩藩の取り潰しを画策した。また「御老公が薩摩を取り潰そうとしている」という噂を流し、光圀の命を狙わせるように仕向けた。なおこの企みは失敗し、光圀によって隠居に追い込まれた。
第14部で黄門役が交代したことにより復活し（但しこれは第3部での「隠居した」との世界観そのものが改められたものであり、「一度隠居した吉保が復職した」という扱いではない）、南部藩の御家騒動の背後で暗躍。その失敗後も光圀の実子松平頼常が藩主を務める高松藩を取り潰そうとしたがこちらも失敗する。
第15部では福岡藩の騒動の背後で暗躍し光圀に阻まれるが、騒動解決後もこれを逆手にとり光圀を武家諸法度に背いたとして罪に問おうとしたが失敗。用人が急死（責任を取らされたと思われる）する。吉保の去就についての明示は無いが、最終話終盤で「吉保に隠居を沙汰されては」との光圀の提言に綱吉が「そのように致そう」と答える描写があり、続く第16部には吉保は登場せず、その第1話に「柳沢の狐が退治されて・・・」という八兵衛の台詞があることから、何らかの処分を受けたものと思われる。
しかし、第17部で再復活し、鳥羽藩の騒動の背後で暗躍する。終盤でも大坂の騒動にも関与していた。第18部でも、平戸藩の騒動の背後で暗躍した。

### 第19部から第28部
この間は柳沢本人は登場しなかったが、光圀一行の口から名が語られたことがある。

### 第29部から第31部、第35部および第38部
配役は橋爪淳。第29部では徳川綱吉と手を組み光圀を隠居に追い込んだ。また、第29部は光圀の隠居前から物語が始まっているため、第1部と同じように藤井紋太夫を操り水戸藩の乗っ取りを狙った。なお第29部では綱吉も光圀を疎んじる描写があり、吉保は綱吉の支持を得て光圀と争っている。
第31部以降は以前のように綱吉に隠れて悪事を行っている。ちなみに、第32部と第36部、第37部には柳沢は登場していない。

### 第39部から第41部、および第43部と最終回スペシャル
配役は石橋蓮司。第41部まで登場する。レギュラー陣が刷新された第42部では光圀の新たなライバルとして大久保加賀守の登場により柳沢の登場はないが、第43部最終話（第21話）と最終回スペシャルで再登場する。第43部では再度登場した藤井紋太夫と手を組むといったこれまで同様の立ち位置での登場となった。最終回スペシャルでは将軍綱吉とのやりとりでの顔見せ程度の出演で、ストーリーの本筋には特に絡んではいない。

### 水戸黄門2015年スペシャル
配役は田中健。前任以前の俳優の時同様、老中で、光圀と敵対の設定であり、今作の内容である、高松藩関連の悪事に加担した。

### BS-TBS版
配役は袴田吉彦。前任以前の俳優の時までと違い、史実通り側用人の設定であった。BS-TBS版第1シリーズ通算44部、第2シリーズ通算45部ともに、そのシリーズの悪の元締めと手を組み、光圀および光圀一行の命を狙った。

## 史実との相違点
第3部と第15部では光圀との政争に敗れ隠居しているが史実では隠居するは綱吉の死後である。また作中では老中首座であるが当時は側用人であり史実においても老中には就任しておらず、実際は老中格（後大老格）である。
年齢も綱吉より10歳以上若いが山形版と石橋版では光圀と変わらない年齢で描かれている。

## 登場しない部について
第4部から第13部、第16部、第19部から第28部には、幕府内で光圀と敵対する者は登場しない。
第20部から第24部までは永井秀明演じる堀田備前守が吉保にかわる政敵として登場している。なお、第28部では本人は登場しないものの老中の一人として柳沢が健在である事が光圀一行のやりとりの中で語られている。
また第42部では大久保加賀守が政敵として登場した。